# Měděnec
Měděnec (deutsch Kupferberg) ist eine Gemeinde im Ústecký kraj in Tschechien.

## Geographie

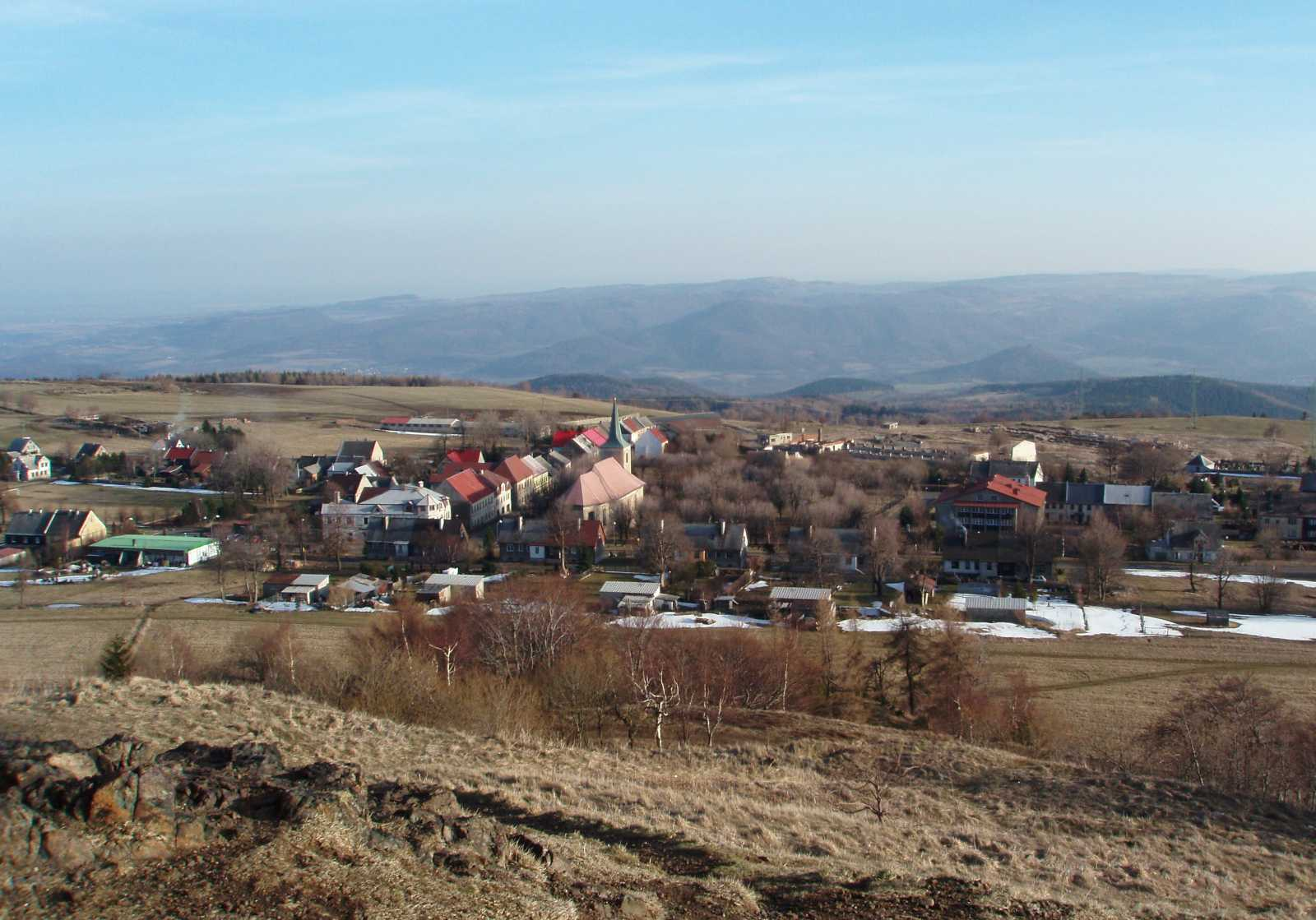
Panorama des Ortskerns und des Egergrabens, vom Mědník (Kupferhübel) aus gesehen

### Lage
Die Ortschaft liegt in Westböhmen, sechs Kilometer nordwestlich von Klášterec nad Ohří (Klösterle an der Eger), auf der böhmischen Seite des mittleren Erzgebirges auf einem Sattel am südlichen Fuße des 910 m hohen Mědník (Kupferhübel). Nördlich dieses Berges mit Kapelle und weiter Aussicht verläuft die Bahnstrecke Chomutov–Vejprty, an der die Stationen Měděnec und Měděnec zastávka liegen.
Nachbarorte sind Mezilesí im Norden, Kotlina im Nordosten, Louchov und Domašín im Osten, Petlery im Südosten, Kamenné im Süden, Rájov und Mýtinka im Südwesten, Horní Halže im Westen sowie Kovářská im Nordwesten.

### Gemeindegliederung
Die Gemeinde Měděnec besteht aus den Ortsteilen Dolní Halže (Unterhals), Horní Halže (Oberhals), Kamenné (Steingrün), Kotlina (Köstelwald), Měděnec (Kupferberg) und Mýtinka (Rödling). Grundsiedlungseinheiten sind Horní Halže, Kamenné, Kotlina, Měděnec und Mýtinka.
Das Gemeindegebiet gliedert sich in die Katastralbezirke Horní Halže, Kamenné, Kotlina, Měděnec und Mýtinka.

### Nachbarorte
| Kovářská (Schmiedeberg) | Kryštofovy Hamry (Christophhammer)          |                      |
|                         | Kompassrose, die auf Nachbargemeinden zeigt | Domašín (Tomitschan) |
| Perštejn (Pürstein)     | Klášterec nad Ohří (Klösterle an der Eger)  |                      |

## Geschichte

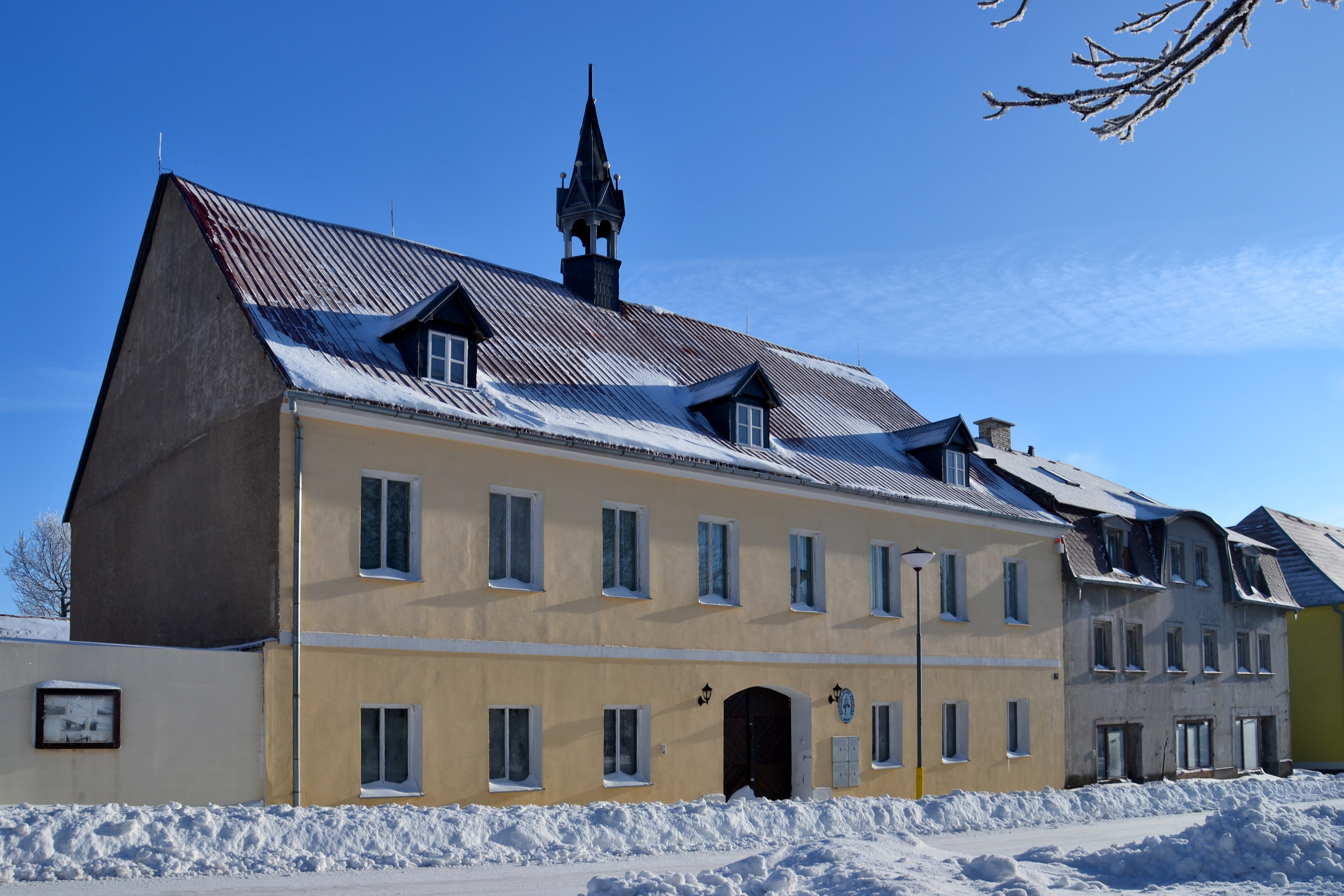
Rathaus

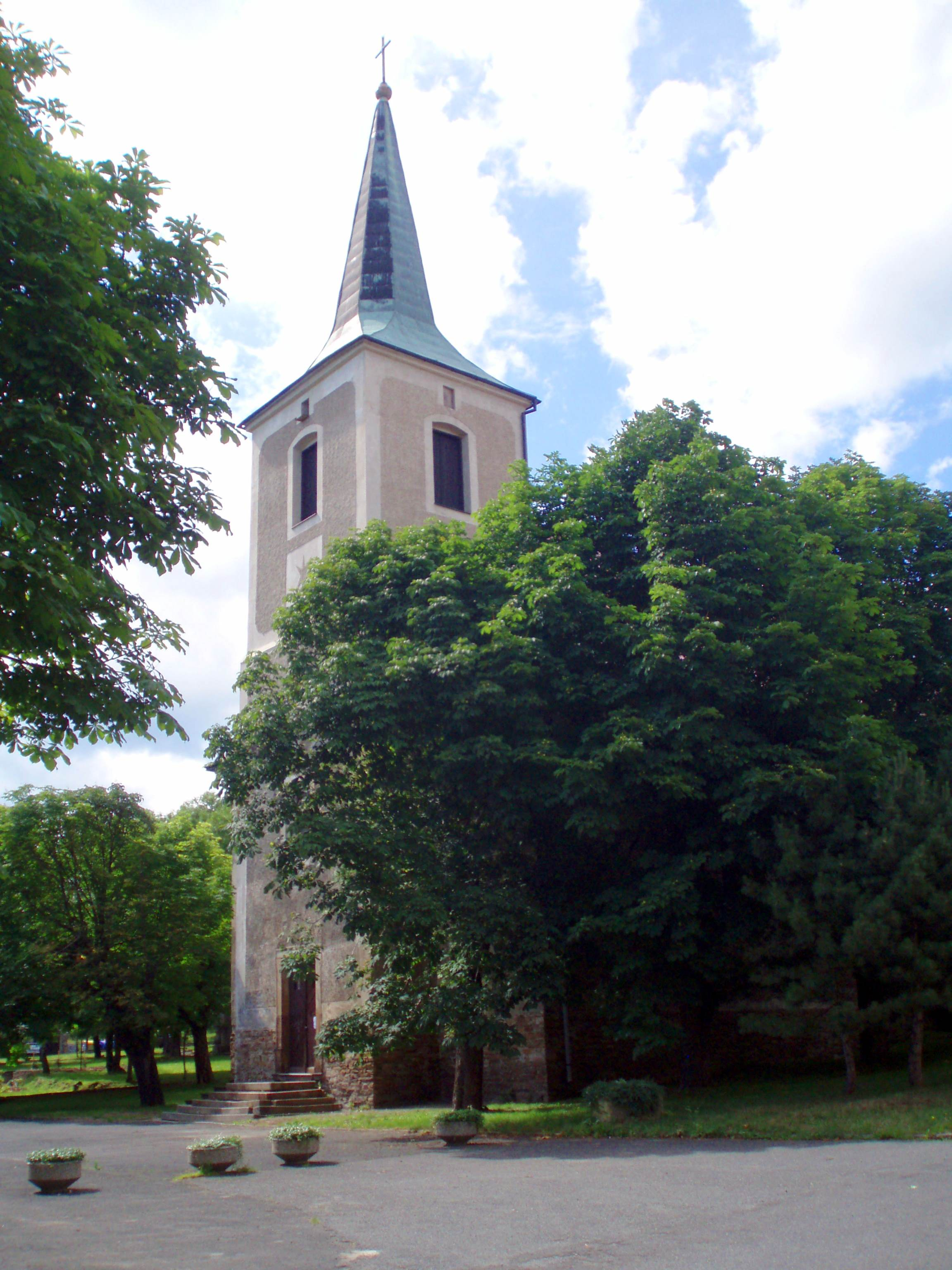
Kirche Mariageburt auf dem Marktplatz

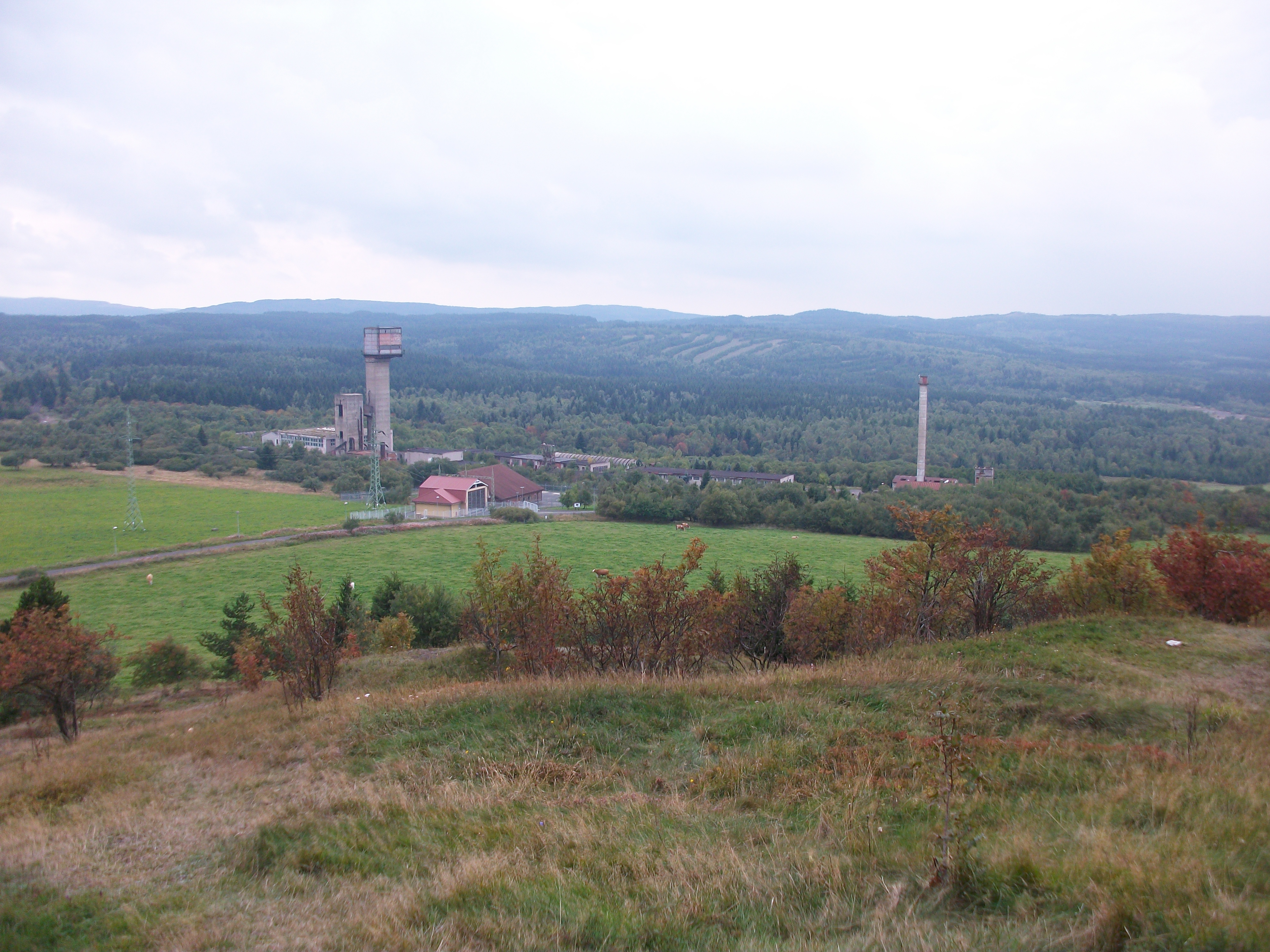
Stillgelegtes Bergwerk in Měděnec (Kupferberg)

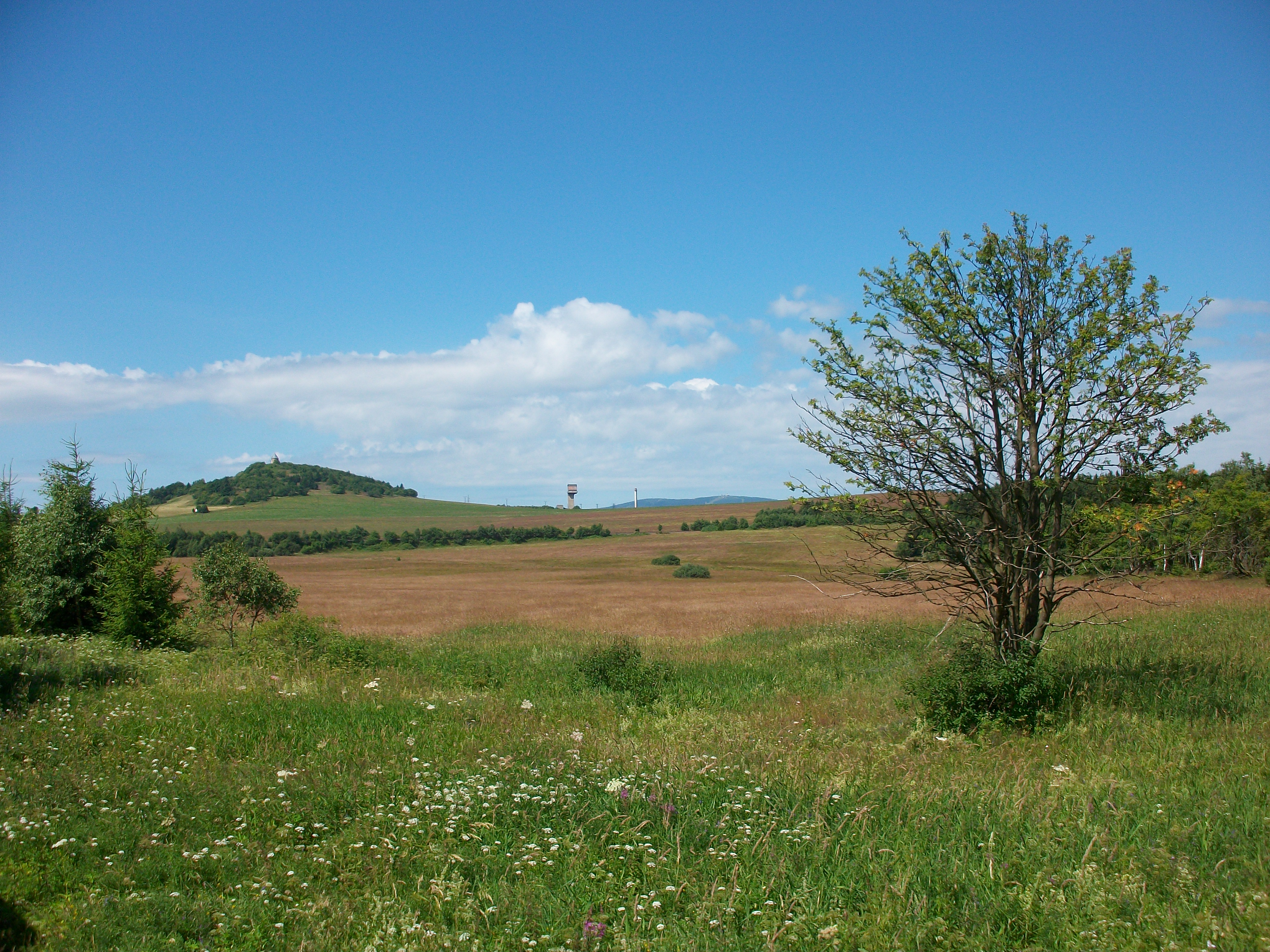
Berg Mědník und Bergwerk Důl Měděnec

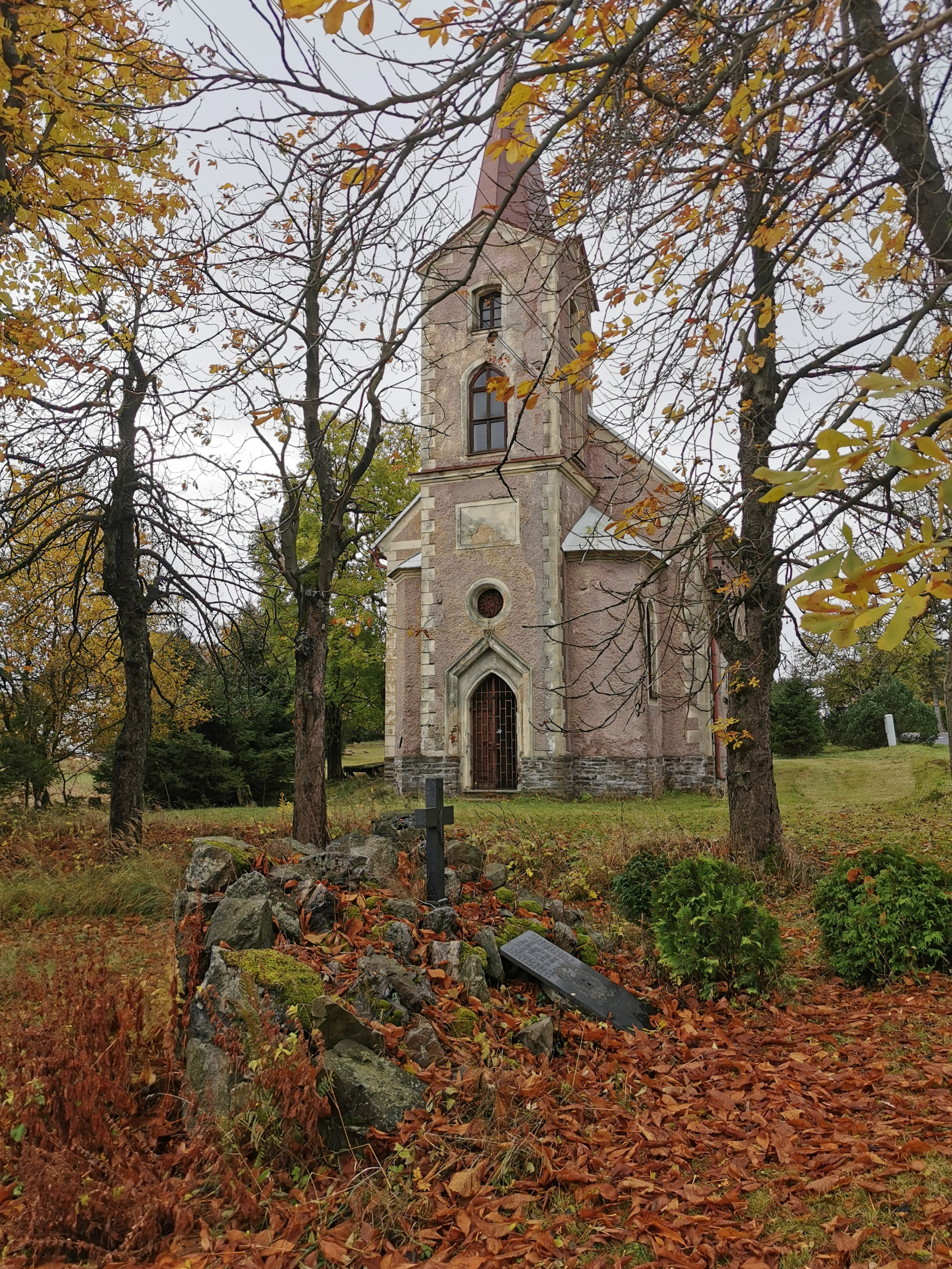
Die Kirche im Ortsteil Oberhals. Im Vordergrund ein deutsches Kriegerdenkmal für Gefallene des Ersten Weltkriegs

Die Geschichte Kupferbergs ist eng mit dem Bergbau verbunden, der hier am Fuße des Kupferhübel (Mědník) vermutlich bereits seit dem 10. Jahrhundert betrieben wurde und vorrangig auf silberhaltige Kupfererze umging. Als Siedlung wurde Kupferberg erstmals 1449 urkundlich erwähnt. 1520 erhielt sie das Privileg des freien Silberhandels verliehen. Damit setzte eine prosperierende Entwicklung ein.
Das 16. Jahrhundert gilt als erste Blütezeit des Bergbaus. Gefördert wurde damals vorrangig Kupferkies und Pyrit, welches zu Schwefelsäure und Kupfer- und Eisenvitriol verarbeitet wurde. Eine entsprechende Vitriolhütte ist für diese Zeit für Ober Hals (Horní Halže) belegbar. 1543 wurde Hans von Vitzthum Besitzer von Kupferberg, das zuvor zu den Schönburgischen Herrschaften gehörte. Vier Jahre später (1547) unterstellte man die hiesigen Bergwerke unter die Berggerichtsbarkeit von Sankt Joachimsthal (Jáchymov). 1581 entstand die erste hölzerne Kirche.
Im Jahre 1588 wurde Kupferberg zur Bergstadt erhoben, konnte sich 1616 freikaufen und fortan als königlich freie Bergstadt bezeichnen. Nächster Besitzer nach Kaspar von Vitzthum wurde Christoph von Taubenreuther, der zu Beginn des 17. Jahrhunderts die Stadtbrauerei gründete. 1628 erwarben die Schlicken Kupferberg und gliederten es in die Herrschaft Hauenstein ein.
Der Niedergang der einstigen freien Bergstadt setzte 1640 ein, als Kupferberg während des Dreißigjährigen Krieges niedergebrannt wurde. Im Zuge der Rekatholisierung verblieb Kupferberg evangelisch, trotzdem siedelten zahlreiche Einwohner nach Sachsen um. Ferdinand III. verlieh der Stadt 1646 das Münzrecht. Am 20. November 1665 kaufte Julius Franz von Sachsen-Lauenburg Kupferberg, der die Stadt seiner Herrschaft Schlackenwert zuordnete.
In den Jahren 1803 bis 1814 wurde die Kirche völlig neu erbaut, erhielt jedoch die fünf harmonisch klingenden Glocken der alten, baufällig gewordenen hölzernen Kirche, die abgetragen wurde.
1807 wurde der Bergbau vorläufig eingestellt und 1811 ging die kleine Stadt an die kaiserliche Kammer, welche sie 1836 an Gabriel Graf Buquoy veräußerte. Zwanzig Jahre später, am 3. Juli 1856, fielen einem Stadtbrand 19 Häuser, die Kirche, das Brauhaus und das Rathaus zum Opfer. 1872 erhielt Kupferberg einen Bahnhof an der Eisenbahnverbindung zwischen Chemnitz und Komotau (Chomutov) (Buschtěhrader Eisenbahn). Dies war Grundlage für den Aufschwung des Tourismus, für den insbesondere der Kupferhübel den Hauptanziehungspunkt darstellte. Wilhelm von Humboldt nannte ihn „…einen der schönsten Aussichtspunkte Mitteleuropas…“. Mit dem Mariahilfstolln wurde 1910 (Wiedereröffnung 2007) eines der Bergwerke am Kupferhübel als Zugang zu den Malachithöhlen für Touristen geöffnet.

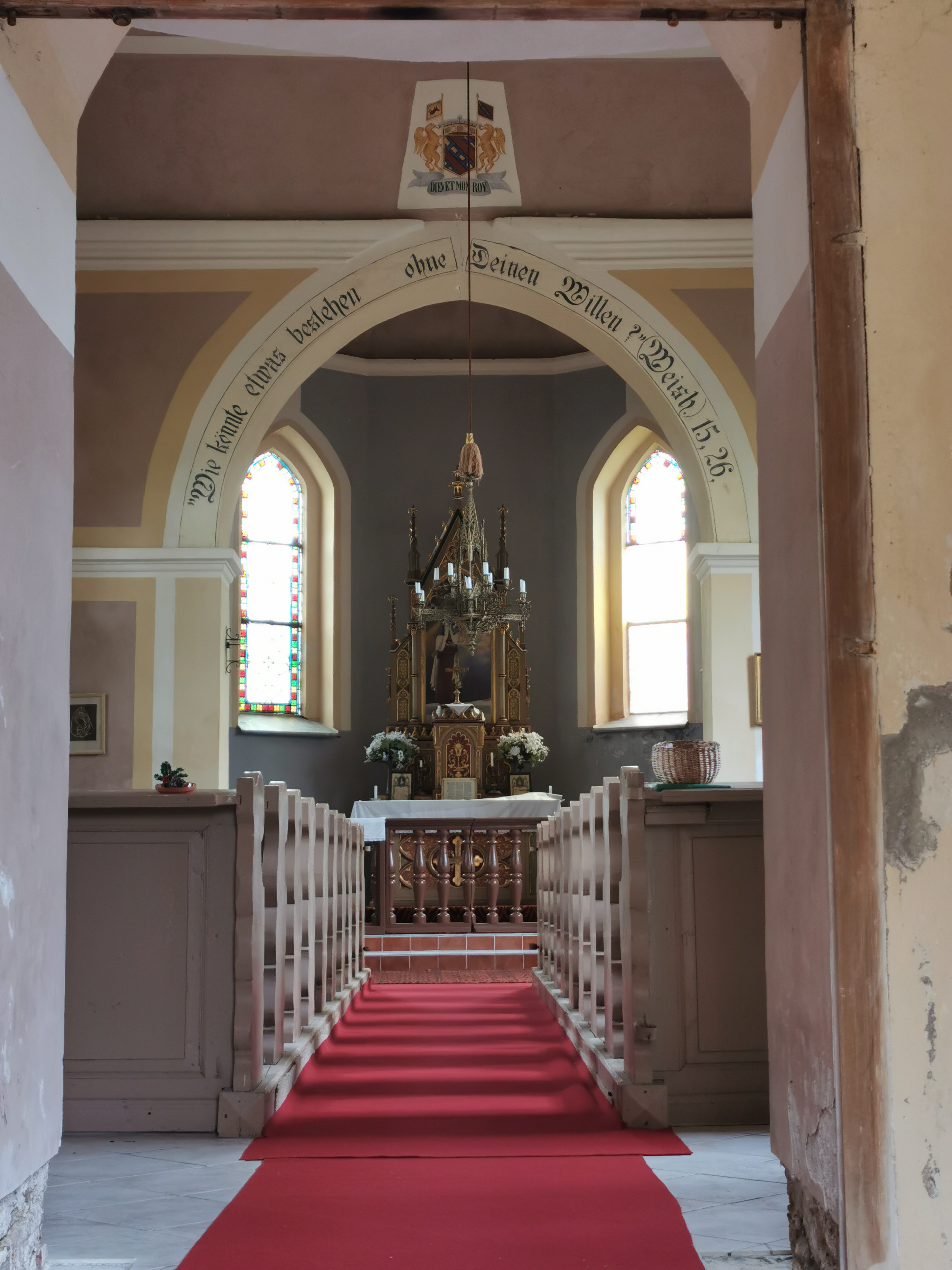
Inneres der Kirche in Oberhals

Nach dem Ersten Weltkrieg wurde Kupferberg 1919 der neu geschaffenen Tschechoslowakei zugeschlagen. Aufgrund des Münchner Abkommens kam der Ort 1938 an das Deutsche Reich und gehörte bis 1945 zum Landkreis Preßnitz, Regierungsbezirk Eger, im Reichsgau Sudetenland. Nach Ende des Zweiten Weltkriegs wurde die deutschböhmische Bevölkerung größtenteils enteignet und vertrieben.
Mitte der 1950er Jahre erbrachten geologische Erkundungen den Nachweis auf abbauwürdige bisher unbekannte Magnetit-Vorkommen. Das daraufhin neuerrichtete Bergwerk begann am 17. Mai 1968 mit dem Abbau, der nach der weitgehenden Auserzung der Lagerstätte am 31. Juli 1992 eingestellt wurde. In dieser Zeit förderte die Grube knapp 2,7 Mill. t Eisenerz mit einem durchschnittlichen Eisengehalt von 35 %. Das Eisen wurde u. a. für die Schwerbetonabschirmung des Kernkraftwerks Temelín verwendet. Darüber hinaus gewann man 323 t Kupfer und 807 kg Silber. Ein weiterer privater, 1994 begonnener Bergbauversuch der Firma GARMICA, scheiterte nach zwei Jahren. 1996 wurde die Firma GARMICA, die versucht hatte muskovitischen Glimmerschiefer zu vermarkten, geschlossen, da keine Absatzmärkte gefunden wurden.

### Demographie
| Jahr | Einwohner | Anmerkungen                   |
| ---- | --------- | ----------------------------- |
| 1783 | 0 k. A.   | 92 Häuser                     |
| 1830 | 0710      | in 115 Häusern                |
| 1845 | 0935      | in 125 Häusern                |
| 1869 | 0955      |                               |
| 1880 | 1201      |                               |
| 1890 | 1101      |                               |
| 1900 | 1157      | deutsche Einwohner            |
| 1910 | 1159      |                               |
| 1921 | 1011      | davon 1002 deutsche Einwohner |
| 1930 | 1113      | [ 11 ]                        |
| 1939 | 1137      | [ 11 ]                        |

| Jahr      | 1947 | 1950 1 | 1961 1 | 1970 2 | 1980 3 | 1991 3 | 2001 3 | 2011 3 |
| Einwohner | 202  | 291    | 214    | 225    | 282    | 170    | 155    | 137    |

## Sehenswürdigkeiten

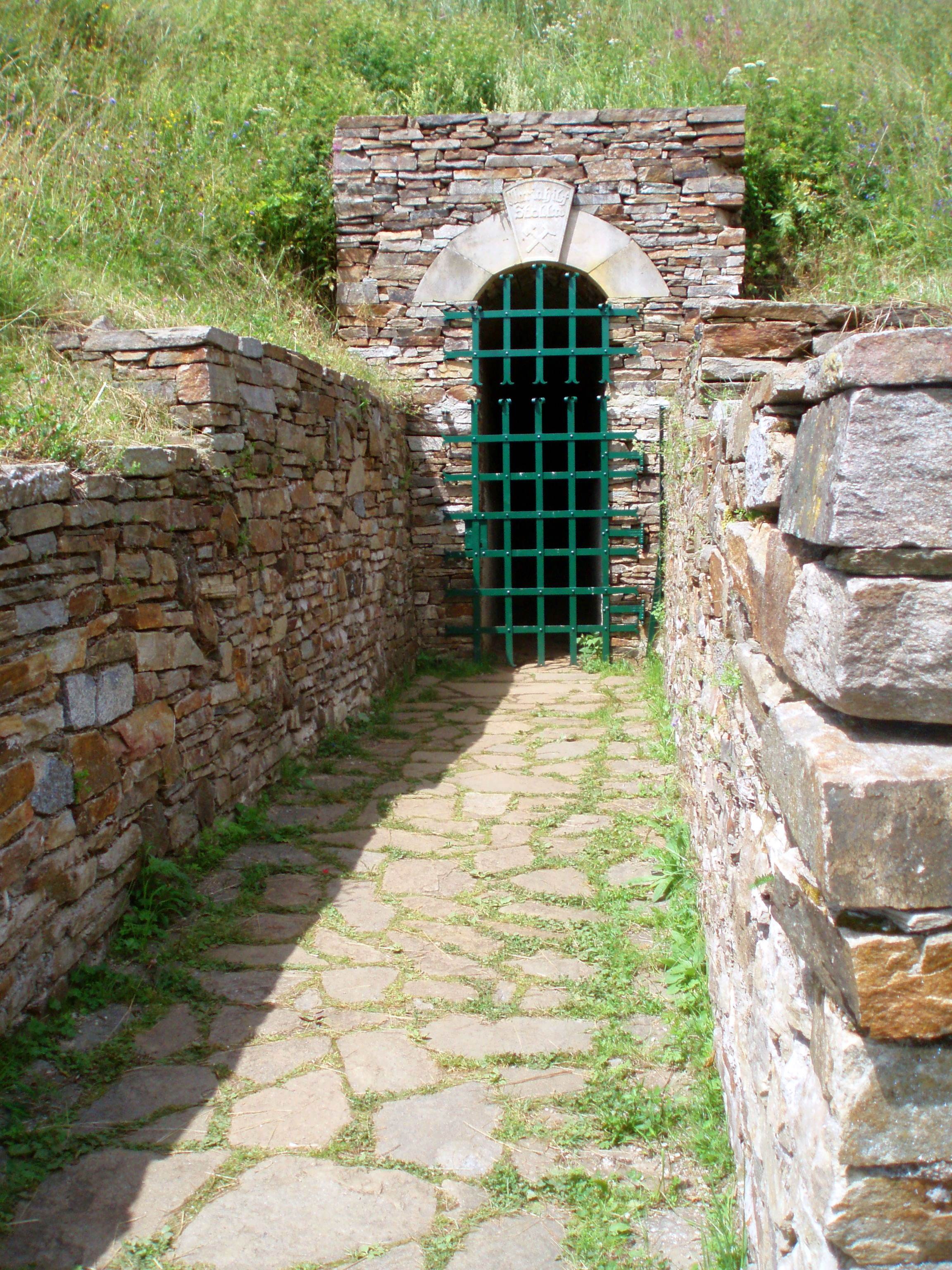
Schaubergwerk Mariahilfstolln (Marie Pomocná)

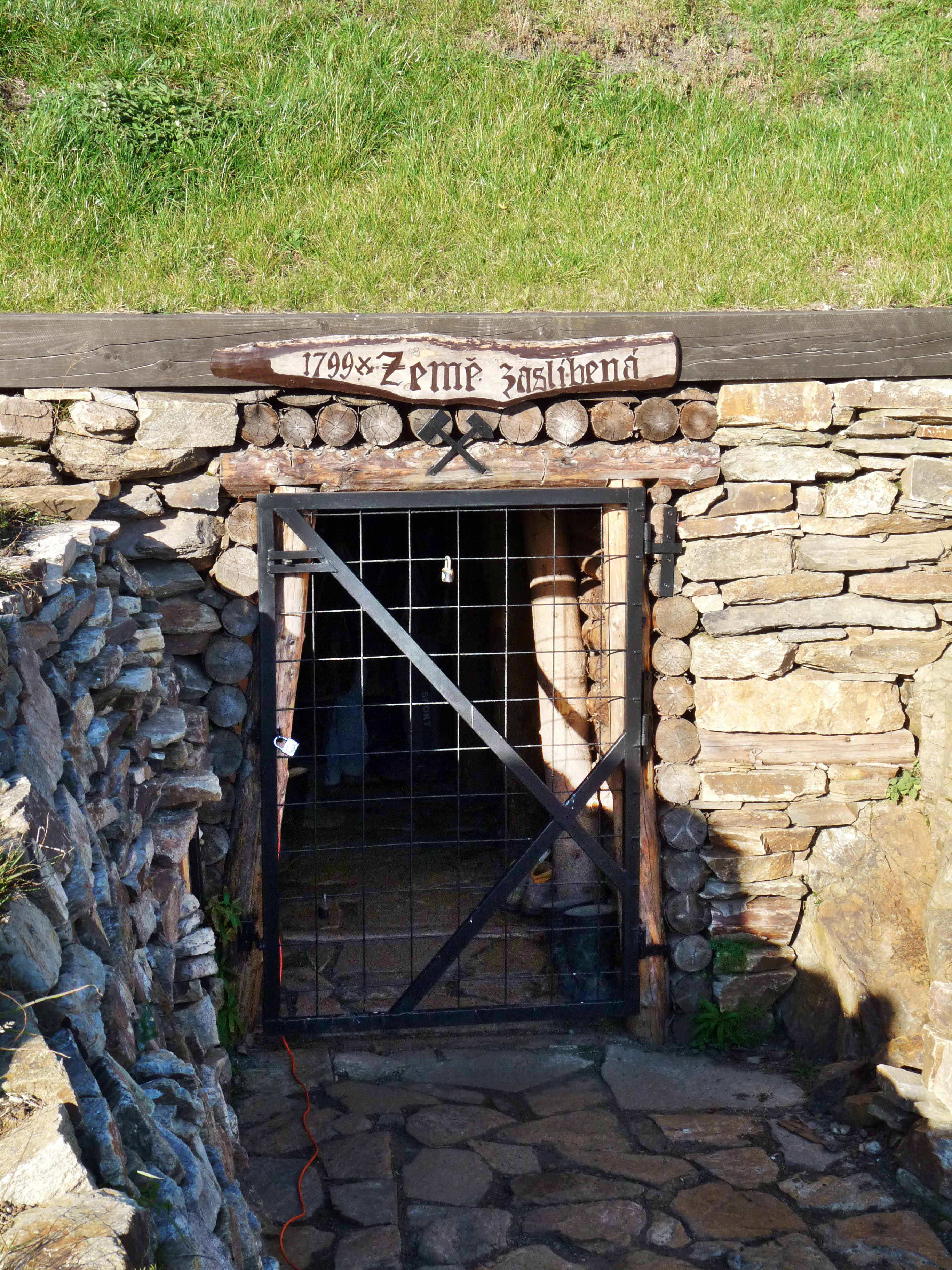
Schaubergwerk „Gelobtes Land Stolln“ (štola Země zaslíbená)

- Barockkapelle Zur unbefleckten Empfängnis auf dem Mědník
- Besucherbergwerk Mariahilfstolln (Marie Pomocná) am Berg Kupferhübel (Mědník)
- Besucherbergwerk Gelobtes Land Stolln (štola Země zaslíbená-Os Historické rudné doly Mědník měděnec) am Berg Kupferhübel (Mědník)
- Kirche Mariä Geburt: 1803–1814 am Standort der Holzkirche von 1581 erbaut
- sehenswerte Felsformation Sphinx (Sfingy)

## Söhne und Töchter der Stadt
- Wendelin Knauschner (1866–1935), Organist und Komponist
- Reinhold Illing (1884–1971), erzgebirgischer Mundartdichter, Komponist und Unternehmer